# Кингстон (Висконсин)
Кингстон (енгл. Kingston) град је у америчкој савезној држави Висконсин.

## Демографија
По попису из 2010. године број становника је 326, што је 38 (13,2%) становника више него 2000. године.
| Група             | 2000.       | 2010.       |
| Белци             | 283 (98,3%) | 316 (96,9%) |
| Афроамериканци    | 0 (0,0%)    | 1 (0,3%)    |
| Азијати           | 0 (0,0%)    | 0 (0,0%)    |
| Хиспаноамериканци | 1 (0,3%)    | 9 (2,8%)    |
| Укупно            | 288         | 326         |